# Bill Ivy
William David Ivy, mais conhecido como Bill Ivy (Maidstone, 27 de agosto de 1942 – Hohenstein-Ernstthal, 12 de julho de 1969), foi um motociclista britânico campeão do mundo e duas vezes vencedor do TT da Ilha de Man.
Ivy correu entre os anos de 1962 e 1969, alternando entre todas as categorias disponíveis na época. Seu maior sucesso ocorreu em 1967, quando fora campeão das 125cc, vencendo oito corridas. Antes disso, terminou em 1966 com o vice-campeonato na mesma categoria, mesmo resultado que ele obteria em 1968. Nas 250cc, chegou perto do título em 1967, quando terminou em terceiro, e novamente em 1968, com o vice-campeonato, perdendo para o seu companheiro de equipe e também britânico Phil Read (o título nas 125cc neste ano também fora perdido para Read). 
O vice-campeonato de 1968 foi controverso. A intenção da equipe de fábrica da Yamaha era que Read se concentrasse na conquista das 125cc enquanto Ivy disputasse o título das 250cc. Após vencer as 125cc, Read decidiu desobedecer as ordens da equipe e também entrar na disputa do título das 250cc, contra Ivy. Eles terminaram a temporada empatados em vitórias e número de pódios (ambos foram duas vezes segundo lugares), com Read levando o título por tempo de corrida. Esta decisão custou a carreira de Read com a Yamaha, que não ofereceu um novo contrato a ele para o próximo ano.
A despeito de seu título mundial, Ivy se tornou notório não apenas pelas disputas com Read, mas também por se tornar o primeiro piloto a correr acima das 100 mph com uma moto de 125cc em uma edição do TT da Ilha de Man, na edição de 1968. Apesar disso, ele terminou em segundo naquela corrida. Neste mesmo ano Ivy anunciou sua aposentadoria das motos, com a intenção de correr a automobilística Fórmula 2 a partir de 1969. No entanto, acabou por receber uma significativa oferta da Jawa para correr nas 350cc em 1969, com Ivy optando por continuar nas motos. Ivy teve um início promissor com a Jawa, terminando apenas atrás de Giacomo Agostini nas duas corridas que disputou. Na quinta etapa, em Sachsenring, na Alemanha Oriental, acabou morrendo durante os testes, após uma falha no motor o jogar de cima de sua moto, com seu capacete se soltando da cabeça, com os dois acertando uma cerca não protegida.

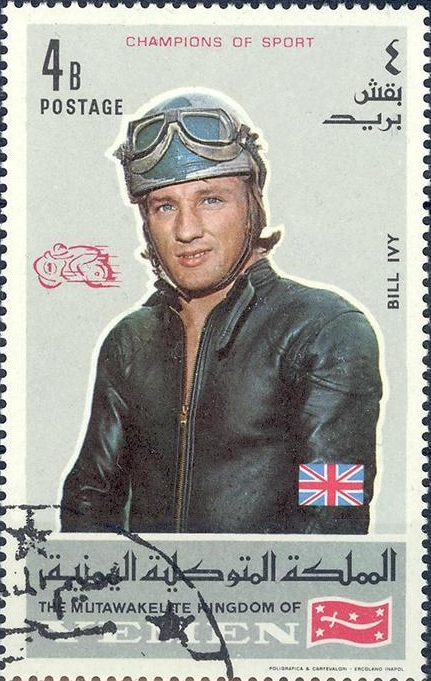
Um celo de 1969 com Ivy.

## Ligação externa
- Perfil no site da MotoGP